# 애덤 윈가드
애덤 윈가드(영어: Adam Wingard 애덤 윙가드[*], 영어 발음: /ˈwɪŋɡɑːrd/, 1982년 12월 3일 ~ )는 미국의 공포 영화 전문 감독이다. 《유아 넥스트》(2011), 《더 게스트》(2014) 등으로 알려져 있으며, 이 두 작품은 선댄스 영화제에도 진출하였다. 2016년 셰인 블랙을 대신해 《데스노트》(2017)의 할리우드 실사 영화 감독으로 내정되었다.

## 작품 목록

### 영화 연출
| 연도 | 제목                          | 원제                            | 비고                     |
| ---- | ----------------------------- | ------------------------------- | ------------------------ |
| 2007 | 팝 스컬                       | Pop Skull                       |                          |
| 2007 | 홈 식                         | Home Sick                       |                          |
| 2010 | 어 호러블 웨이 투 다이        | A Horrible Way to Die           |                          |
| 2011 | 오토에로틱                    | Autoerotic                      |                          |
| 2012 | V/H/S: 죽음을 부르는 비디오   | V/H/S                           | 〈56번 테이프〉 연출     |
| 2013 | V/H/S/2: 악마를 부르는 비디오 | V/H/S/2                         | 〈1단계 임상 시험〉 연출 |
| 2014 | 유아 넥스트                   | You're Next                     |                          |
| 2014 | 더 게스트                     | The Guest                       |                          |
| 2016 | 블레어 위치                   | Blair Witch                     |                          |
| 2017 | 데스노트                      | Death Note                      | 넷플릭스 영화            |
| 2021 | 고질라 vs. 콩                 | Godzilla vs. Kong               |                          |
| 2024 | 고질라 X 콩: 뉴 엠파이어      | Godzilla x Kong: The New Empire |                          |

### 영화 출연
- 팝 스컬 (2007)
- 24 익스포저 (2013)
- 더 라스트: 지구 최후의 날 (2014, The Last Survivors)
- 그녀는 내일 죽는다 (2020)